# Абастумані
Абастума́ні (груз. აბასთუმანი) — даба (селище міського типу) в Адіґенському муніципалітеті Грузії. 

## Географія
Розташоване на південному схилі Месхетського хребта на висоті 1 300 м над рівнем моря, в ущелині річки Оцхе за 28 км від залізничної станції Ахалціхе.

## Курорт
Середньогірський кліматичний курорт для хворих на туберкульоз легень та гортані. Слабомінералізовані гарячі джерела. Середньорічна температура +6,5 °C. Курортний сезон — цілий рік.
В Абастумані знаходиться високогірна обсерваторія АН Грузії (на висоті 1650 м).